# 染織と生活社
染織と生活社（せんしょくとせいかつしゃ）は、染織に関する書物・雑誌を発行する日本の専門出版社。1973年に創立された。

## 概要
日本古来の染色や織物、着物やそれに関連する風俗・技術、趣味としての草木染めなどから、現代の染織工芸美術、またファイバーアートといわれる繊維を使った造形表現まで、内外の染織文化についての書籍・雑誌を発行する。
季刊「染織と生活」を創刊。伝統染織についての唯一の専門誌として、草木染、藍染、絣など内外の染織に関する記事を幅広く掲載した。
同時に『日本傳統織物集成』『日本色名大鑑』『萬葉色名大鑑』『紅型染め』『日本の手絞り』『キャリコ染織博物館　更紗』など、染織専門書籍を発行した。
季刊「染織と生活」は1980年に31号で休刊。1981年4月に「月刊染織α」を創刊する。季刊の専門性を重視した内容から、趣味で染織に取り組む染織愛好家までを視野に入れた編集の染織の総合雑誌をめざした。1992年発行の『目で見る繊維の考古学』（布目順郎著）で第46回毎日出版文化賞特別賞を受賞。
「月刊染織α」は2007年8月号（317号）で休刊。
2008年5月号より月刊の冊子「染織情報α」を発行、2020年３月号で休刊。

## 発行雑誌
- 『月刊染織α』 - 1981年4月号創刊。2007年7月発行の8月号を最後に休刊。2021年現在、一部バックナンバーについては取り寄せ可能。
- 『染織情報α』 - 月刊冊子。2008年5月号より発行。2020年３月号で休刊。染織に関する記事のほか、展示会やイベント、公募、講習会情報などを紹介した。

## 書籍
- 後藤捷一監修『日本傳統織物集成』（絶版）
- 上村六郎『日本色名大鑑』（絶版）
- 上村六郎『萬葉色名大鑑』（絶版）
- 山辺知之『キャリコ染織博物館　更紗』（絶版）
- 山辺知之『キャリコ染織博物館　印度ロイヤル錦』（絶版）
- 堀内紀子『一本の線から』（絶版）
- 吉田富太郎『日本植物染色譜』（絶版）
- 竹田耕三『日本の手絞り』（絶版）
- 栗山吉三郎『紅型染め』（絶版）
- 鎌倉芳太郎序文『紅型　伝統技術保存会作品集』（絶版）
- 後藤捷一監修『日本の更紗』（絶版）
- 皆川泰蔵『皆川泰蔵臈染の世界』(絶版）
- 三浦景生『三浦景生作品集』（絶版）
- 辻村喜一『萬葉の山藍染め』（絶版）
- 伊砂久二雄『型絵染　京都』（絶版）
- 伊砂久二雄『型絵染　港』（絶版）
- 寺石正作『緞帳物語』（絶版）
- 後藤捷一『日本染織文献総覧』(絶版）
- カノミタカコ『タイの山より愛をこめて』（品切）
- 丹下健三『作品集　染―「私の世界」』（絶版）
- 布目順郎『目で見る繊維の考古学』（第46回毎日出版文化賞特別賞受賞）
- 吉田紘三『絣からもじり織まで　手織りの実技工房』
- 公文知洋子『裂織の世界』
- 藤慶之『証言・京都染織工芸の系譜』
- 田島征彦『憤染記―田島征彦作品集』
- 外舘和子『中村勝馬と東京友禅の系譜』
- 高橋誠一郎『染色の基礎知識　合成染料の技法』
- 佐貫尹『続 木綿伝承―先人に学ぶ手わざと心』
- 高橋誠一郎『（新版）藍染おりがみ絞り』
- 山口通恵『山口通恵作品集』
- 牧喜代子『サワンナケートの布』（絶版）
- 加賀城健『型防染で染める』
- 加賀城健『柿渋あーと』
- 中野みどり『樹の滴―中野みどり作品集』
- 加賀城健『染める抜く藍染め』
- 『谷本須賀子作品集―藍染絞りの美と技法』
- 『三浦景生の染め―白寿の軌跡』
- 深石美穂『沖縄が育んだ手織技法　市松花絽織＆彩絣』
- 將積厚子『文化を語る布　ラオスのテキスタイル』
- 畑中千恵子『平織ができる人のための　はじめてのもじり織』
- 三橋遵『日日のまなざし　三橋遵画文集』
- 北川一寿『かんたん染色　天然染料の手引き』

など